# Velká Syrta
Velká Syrta, také Sidra, ve starověku Syrtis maior, je záliv na jihu Středozemního moře, u severoafrických břehů libyjského pobřeží, v okolí libyjského města Syrta, po němž je záliv pojmenován. Leží na ploše asi 57 000 km2, od města Misuráta na západě od Sytry, po Benghází na východě. Dále na západ je záliv Malá Syrta.
Hospodářský význam zálivu spočívá v lovu tuňáků a ropovodech z libyjských nalezišť, které ústí do přístavů v zálivu.
Roku 1973 vyhlásil libyjský vůdce Muammar Kaddáfí celý záliv, pás o šířce 115 km, za výsostné území Libye. Většina států to neuznala a trvala na standardní šířce pásu pobřežních vod 19 km. V letech 1973–1989 zde proto došlo k několika ozbrojeným konfliktům s americkým námořnictvem.